# Hieracium paczoskianum
Hieracium paczoskianum là một loài thực vật có hoa trong họ Cúc. Loài này được Sennikov mô tả khoa học đầu tiên năm 1995.